# الحملة البريطانية الثانية على القواسم 1809
 الحملة البريطانية على القواسم (1809-1810)
هي حملة عسكرية شنتها كل من الإمبراطورية البريطانية وسلطنة مسقط ضد القواسم عام 1809.

## الخلفيَّة
سعت السلطات البريطانية على بسط سيطرتها على منطقة الخليج العربي وعليه؛ اهتم مالكولم بالحملة العسكرية على الخليج وذلك لفرض سيطرتهم على المنطقة. بينما كان سيتون يهتم بمواجهة الوهابين بالسلاح حيث أنه كان يرا أن الوهابين يشلكون الخطر الحقيقي والذي يُهدد مصالح بريطانيا.(1)
أوكت حكومة الهند لمالكوم مهمة تجريد حملة ضد القواسم بالتعاون مع أمام مسقط، وكانت تعليمات هذه المهمة أن الحملة تكون محصورة في البحر وعليه؛ يجب على مالكولم عدم استخدام قواته على الساحل ضد أي قوة برية تابعة للوهابين.(2)
بدأ الأعداد النشط للحملة العسكرية ضد القواسم، وخلال هذه الفترة كان سيتون ودنكان يؤيدان على الإسراع بإرسال الحملة والاستيلاء إلى سفن القواسم  صيفًا. وفي 7 سبتمبر 1809 صدرت من حكومة بومباي الأوامر إلى قائدي الحملة وهم الكابتن جون وينرايت، والمقدم سميث (بالإنجليزية: Smith)‏ قائد القوة البرية والفيلق الملكي. كانت تعليمات حكومة بومباي على أن الهدف الرئيس للهجوم هو ميناء رأس الخيمة وعليه؛ يجب حرق وتدمير جميع المراكب الراسية فيه مع الحد ما أمكن من استخدام القوات البرية.(3)
أبرز ما يمكن مُلاحظته من خلال تعليمات هذه الحملة هو أن الهدف الأساس لها تدمير قوة القواسم البحرية ومن ثم العمل على أرغامهم إلى التوقيع على معاهدة مفيدة للإنكليز وعليه؛ ستكون معاهدة فرض شروط استسلام، لا معاهدة بين طرفين شريكين متساويين في الحقوق. كما تدل التعليمات على اتباع خطة لعزل القواسم عن السعوديين بحيث يُسهل توجيه الضربة إليهم، وذلك للحيلولة من تحويل العلاقات البريطانية الوهابية إلى عداء سافر. وهذه التعليمات كانت من الأسباب التي أدت إلى فشل الحملة في تنفيذ جميع المهام التي اسندت إليها.

### بداية الحملة
انطلقت الحملة العسكرية من بومباي 14 سبتمبر 1809، وكانت مؤلفة من فرقة البحرية الملكية لاشيفون،(4) وكارولين،(5) وطرادات شركة الهند الشرقية: مورنينغتون (ذات 20 مدفعًا)، وأورورا (ذات 16 مدفعًا)، وتيرنت (ذات 16 مدفعًا)، ونوتيلوس (ذات 14 مدفعًا)، وايريال (ذات 10 مدافع)، وفستال (بالإنجليزية: Vistal)‏ (ذات 10 مدافع)، والسفينة الحربية الصغيرة فيوري (بالإنجليزية:  Fury)‏، وسفينة النقل سترومبولي (بالإنجليزية: Stromboli)‏. وفيما بعد انضمت للحملة الطرادات: تايكنماوث (بالإنجليزية: Teignmouth)‏، وميركوري (بالإنجليزية: Murcury)‏، وبرنس أوف ويلز (بالإنجليزية: prince of Wales)‏.
كانت هذه القطعات البحرية بقيادة الكابتن جون وينرايت. أما القوات البرية في الحملة فوضت تحت قيادة المقدم ل.سميث من الفرقة الملكية الخامسة والستين. بلغ عدد القوات المشاركة بالحملة 829 أوروبيًا، و529 سباهيًا، و252 عنصرًا احتياطًا.
في بداية الحملة توفي ديفيد سيتون، ثم ما أن مضت 24 ساعة على خروج الحملة إلى عرض البحر حتى سقط قاع سفينة النقل سترومبرلي فغرقت وغرقت معها ضابطين، و14 بحارًا وقسما كبيرًا من الذخيرة التي كانت على منها. وعليه؛ فقد أثرت هذه الأحداث بشكل كبير على سير الحملة والهجوم على رأس الخيمة.
جرى اجتماع بين قائدي الحملة وسعيد بن سلطان لتنسيق آلية الهجوم على القواسم، وأثناء اللقاء وجد القائدان البريطانيان أن حاكم مسقط غير متحمس كثيرا للحملة بل حتى أنه كان مُتشائمًا في إمكانية نجاح الحملة. وقد عبر بالقول :«إن مشروع الهجوم على رأس الخيمة بمثل هذه القوة عمل يفتقر إلى الحكمة»
غادر الأسطول البريطاني مسقط في بداية نوفمبر، وفي الساعة الواحدة والنصف  من 11 نوفمبر كان في ميناء رأس الخيمة. ولما تعذر على الفرقاطات والطرادات وسفن النقل الاقتراب من المدينة إلى الحد اللازم، رست الأولى على بعد أربعة أميال، بينما رست الثانية والثالثة على بعد ميلين.
بدأت المعركة في فجر 12 نوفمبر حيث حاولت السفن الحربية الصغيرة الهجوم على السفينة مينيرفا، الراسية بالقرب من قلعة صغيرة على بعد ميل جنوبي الميناء، في محاولة  لتحرير من القواسم. ووصف لو (بالإنجليزية: Low)‏ ما حدث في هذه العملية «أن المقاومة العنيفة التي واجهتنا من الساحل، والرمي الدقيق المتواصل علينا، حال دون استرجاعنا لمينيرفا، وأظهر لنا بأننا نواجه عدوًا لم نقدره حق قدره.»
بعد ذلك استمرت السفن البريطانية في قصف المدينة بشدة لمدة ثلاث ساعات، ولكنهم واجهو مقاومة شديدة من القواسم وعليه؛ أعد الإنكليز خطة ما يُسمى «مناورة المشاغلة»،( 6) وبناءً على هذه الخطة فقد نجحوا في الاستيلاء  على قسم من السور الخارجي للمدينة،  وعلى بعض الأبراج.  لاحظ القواسم تقدم العدو  فسارعوا إلى تحويل رميتهم الأساسية نحوه ولكنهم لم ينجحو ذلك. وعليه؛ أخذت القوات العسكرية البريطانية بتحصين المواقع التي أحتلتها وفرغت السفن من جميع المدافع.(7) وقامت القوات الغازية بإحراق خمسة سفن، منها ثلاثون سفينة من نوع دوا كانت راسية في مراسلها. كما احرقت المرافق والبيوت.
في 14 نوفمبر، وصلت معلومات إلى سميث تُفيد بأن فرقة كبيرة من الوهابيين متجهة إلى رأس الخيمة؛ وعلى الفور أصدر  سميث أوامره إلى جنوده بإخلاء المدينة والأسراع بركوب السفن.  وفي الصباح انسحبت القوات البريطانية.
بعد منتصف 14 نوفمبر، توجه الأسطول البريطاني إلى لنجة. في هذه المنطقة لم تجد القوات البريطانية أية مقاومة حيث رحل جميع سكان المنطقة إلى الجبال. وفي 17 نوفمبر أضرم الإنكليز النار بالمدينة كلها، ودمرو 20 سفينة كانت راسية في الميناء منها 9 سفن ضخمة من نوع دوا.
وتوجهت الفرقاطة كارولين من لنجة إلى منطقة الباطنة للقاء حاكم مسقط ولذلك للتنسيق معه لتنفيذ هجوم على شناص، وخور كلبا، وخورفكان. وفي الوقت نفسه توجه وينزايت مع بقية قطاعات الأسطول إلى القسم الشرقي من جزيرة قشم وذلك لمهاجمة ميناء لافا المحصن بقوة حيثُ تواجد القواسم وحلفاؤهم بنو معين. وفي يوم 26 نوفمبر الساعة الواحدة والنصف من بعد الظهر وصل الأسطول الإنكليزي إلى لافت حيثُ تحشد سكانها للدفاع عنها. وخلال هذه الفترة أمضى الإنكليز بقية اليوم في مباحثات غير مثمرة  لاقناع ملا حسين شيخ قبيلة بني معين للاستسلام ولكنهم فشلو في  ذلك. وعليه؛ بدأ إنزال القوات نحو الساعة الثانية وكان هذا بعد ظهر يوم 27 نوفمبر،  كان الهدف الأول لهم هو محاصرة الحصن من جميع الجهات بشكل تدريجي ولكن الرمي على القوات البريطانية كل جهة اجبرهم على الانسحاب. وفي هذا الوقت وجه الإنكليز إنذارً أخير يُفيد بالاستسلام وإلا فلن تجد رحمة من القائد الإنكليزي وعليه؛ فقد أعلن ملا حسين الاستسلام، وفي  28 نوفمبر  جرى تسليم المدينة والحصن إلى وينرايت والذي سلم قيادة لافت إلى الشيخ درويش وهو أحد شيوخ بني نعيم الموالين للحاكم مسقط.(8)
في ديسمبر عام 1809، وصل الأسطول البريطاني إلى برقة «بركة» ومن ثم توجه إلى مسقط، وهُنالك جرت عدة لقاءات مع سعيد بن سلطان، وتقرر القيام بحملة مشتركة ضد ميناء شناص، وخور كلبا، وخورفكان. وفي 25 ديسمبر خرج أسطول من مسقط متجهًا إلى شناص، وعند وصولهم إلى شناص في الأول من نوفمبر  عام 1810 طلب وينرايت الاستسلام من الحامية المدافعة عن القلعة إلا أن المدافعين عن شناص قابلو هذا الطلب بالاستهزاء. وفي صباح اليوم  التالي جرى إنزال كثيف للقوات البريطانية بإنزال مدفعين كبيرين من عيار 24 باوند ومدفعين آخرين من عيار 12 باوند من الفرقاطات إلى البر حيث أخذت المدافع بقصف كثيف على القلعة. وقد وصف سميث الهجوم على الحصن عندما قال:«إنه من الصعب تصور مقاومة أكثر ضراوة من تلك التي أبداها عدونا هُنا. فعلى الرغم من تحول تحصيناته إلى ما يشبه الأنقاض، وتناثر الجثث المشوهة لمعظم مقاتلي الحامية على الأرض هُنا وهنالك وعلى الرغم من أن المدافعين باتوا بحالة ميؤوس منها بعد احتلال الإنكليز والعمانيين للقسم الأكبر من قلعتهم، فقد استماتوا في المقاومة، وكانوا يطلقون علينا النار من برجين صعب علينا تدبيرهما، كما لم نستطع تجنبها.» استمرت هذه المعركة طوال الليل، وخلالها عمل الإنكليز على تحطيم مقاومة القواسم باستخدام المدافع، وبعد أن دٌمرت القلعة بأكملها تمكن الإنكليز من أسر 710 أشخاص من القواسم.
جرى تسليم القلعة إلى العمانيين، وقد كانت القلعة مُدمرة لدرجة أن سعيد بن سلطان لم يجد ضرورة لوجود حامية من قواته فيها. وفي هذا الوقت وصلت فرقة من القوات الوهابية كانت بقيادة مطلق المطيري قادمة من الدرعية لنصرة القواسم في رأس الخيمة  مؤلفة من 3000 مقاتل ولكن وصول هذه القوات كان متأخرًا. وعليه قرر مطلق المطيري المسارعة لنجدت شناص ولكنه وصل متأخرًا أيضًا، حيث وجد أن القوات البريطانية  والعمانية على أهبة الاستعداد  للتصدي  لأي هجوم يشنه  عليهم.  وعليه؛ فقد قرر مطلق المطيري  عدم المخاطرة بشن هجوم على الأعداء وإنما التعسكر في واحة مواجهة  لفرقة القوات البريطانية حيث بقي الطرفين في وضع تربص لمدة ثلاث أيام وبعدها قرر سميث سحب قواته إلى السفن ونصح سعيد بن سلطان بسحب قواته أيضًا.
وفي فجر  الرابع من يناير، وبعد صعود القوات البريطانية إلى سفنهم. بقي 4000 مقاتل عماني كانو بقيادة سيد غزان متمركزن  على الساحل  في انتظار سحبهم أيضًا. وعليه، فقد قرر مطلق المطيري مهاجمة العمانيين واندلعت معركة لمدة ساعتين خلالها خسر العمانيين ألفي قتيل ولاذت البقية في الفرار.
عقد سميث معاهدة مع القائد الوهابي مطلق المطيري تعهد فيها على عدم مهاجمة السفن البريطانية في الخليج العربي وفي المقابل تعهد سميث  إلى عدم التدخل  في النزاعات العمانية الوهابية.(9)
في 15 يناير 1810، توجه وبعد مغادرة شناص توجه الأسطول البريطاني إلى الخليج العربي وذلك من أجل تمشيط السواحل  من جديد وتمكن الأسطول من إغراق 10 سفن قاسمية كبيرة في الرمس، و8 سفن في جزيرة الحمرا، و4 سفن تابعة للإشارة في ميناء مغوه.  أما الداوات التي كانت موجودة في الشارقة وعجمان فقد استطاعت  الإفلات من الغرق.

### نتائج الحملة
حققت الحملة التي جردتها بريطانيا ضد القواسم انتصارًا  عسكريًا حيثُ أغرقت بضع سفن ودمرت ميناء رأس الخيمة تدميرًا تامًا، بالإضافة إلى عدد من الموانئ على الساحل الفارسي؛ ولكن قيادة الحملة فشلت في تنفيذ جميع المهام التي أسندت إليها، حيثُ أن القواسم قد تمكنو من إنقاذ القسم الأكبر من أسطولهم. وعليه؛ يتبين بأن النتيجة التي أسفرت عن الحملة البريطانية على رأس الخيمة في عام 1809 لم تكن سوا إضعاف مؤقت لنشاط القواسم البحري.

## الهوامش
- «1»: بذلت حكومة الهند البريطانية كل ما بوسعها لتجنب الصدام مع السعوديين، حيث بينت أن « الحملة ليست موجهة ضد قبيلة الوهابين بشلك عام، وإنما ضد قسم ينتمي لهم يقوم بأعمال القرصنة»
- «2»: حذرت التعليمات التي وضعت وفقًا لخطة أعدتها السلطات البريطانية قائدي الحملة من الدخول في أية مشابهة مع الوهابيين، وقد جاء في هذا الخصوص: « عليكم في جميع الحالات تجنب الصدام مع القوات الوهابية.»
- «3»: جاء بهذا الخصوص:«يجب عدم التردد في أية حال بتدمير وسائط القراصنة البحرية، إذا ما جرى التأكد من وجودها، ولكن يجب الأخذ بعين الاعتبار أن يتم ذلك مع احترام حقوق صاحب الجلالة شاه فارس، حليفنا الحالي،  وأن تُشرح المبررات  التي تدفعنا إلى القيام بهذه الأعمال للمسؤولين  في الحكومة الشاهانية، إذا ما قادت الأحداث إلى  اللقاء بهم، وإيضاح أن هدف الحكومة البريطانية يقتصر على التصدي لهجمات القواسم  ..وليست لدى الحكومة البريطانية أية نية باختلاف أي جزء من هذه المنطقة أو إلحاق الضرر بأي شكل كان بوصالح رعايت صاحب الجلالة.»
- «4»: (بالإنجليزية: Lachiffone)‏ ذات 36 مدفعًا.
- «5»: (بالإنجليزية: Caroline)‏ ذات 36 مدفعًا أيضًا.
- «6»:مناورة المشاغلة: القيام بحركات وتحركات يُراد منها لفت انتباهي العدو بغرض تضليل، وجعله يحشد قواته على اتجاه ثانوي.
- «7»: استخدم الإنكليز خلال هذه الحملة  أسلحة نارية حديثة وهذا بدوره ساهم في التقليل من خسائرهم في هذه الحملة؛ أما القواسم فقد كان من الصعب تحديد خسائرهم بدقة وتُشير بعض التقديرات إلى أن عدد القتلى في صفوفهم كان يتراوح بين سبعين إلى ثمانين قتيلًا.
- «8»:يذكر «لو» أن جميع الثروات التي عُثر عليها أصبحت مُلكًا لمسقط والتي بلغت 20 ألف دولار.
- «9»: أخذ القواسم يسيرون على مدار السياسة السعودية-الوهابية، ولذلك لم يكن من السهل إبرام أي معاهدة في هذا الوقت معهم.